# Saropogon lhoti
Saropogon lhoti là một loài ruồi trong họ Asilidae. Saropogon lhoti được Séguy miêu tả năm 1938. Loài này phân bố ở vùng Cổ Bắc giới.